# 람히긴 어 두르
람히긴 어 두르(웨일스어: Llamhigyn Y Dwr), 또는 워터 리퍼(영어: Water Leaper)는 웨일스 민속에 등장하는 요괴이다.
거대한 개구리의 형상을 하고 있는데, 앞다리 대신 박쥐 날개가 달려 있고 도마뱀처럼 긴 꼬리가 달렸는데 꼬리 끝에는 독침이 있다. 날개를 사용해 물위를 펄쩍펄쩍 뛰어다닌다.
낚싯줄을 낚아채거나, 물가의 가축이 사라지거나, 또는 낚시꾼이 익사한 것을 이 요괴의 소행이라고 설명하곤 했다.